# Новгородка (Тверская область)
Новгородка (карел. Nougorotka) — деревня в Спировском районе Тверской области, входит в состав Краснознаменского сельского поселения.

## География
Село находится в 18 км на юго-восток от центра поселения посёлка Красное Знамя и в 26 км на юго-восток от райцентра посёлка Спирово, в 0,5 км от деревни расположен Георгиевский погост.  

## История
В 1860 году на Георгиевском погосте близ деревни была построена каменная Георгиевская церковь, в 1872 году построена каменная Ильинская церковь, метрические книги с 1783 года.
В конце XIX — начале XX века деревня вместе с погостом входила в состав Дорской волости Новоторжского уезда Тверской губернии.
С 1929 года деревня входила в состав Бирючевского сельсовета Спировского района Тверского округа Московской области, с 1935 года — в составе Калининской области. С 1994 года деревня в составе Бирючовского сельского округа, с 2005 года — в составе Краснознаменского сельского поселения.

## Население
| 1859 | 1884 | 2002 | 2010 |
| ---- | ---- | ---- | ---- |
| 154  | ↗171 | ↘20  | ↘9   |

## Достопримечательности
На Георгиевском погосте близ деревни расположены недействующие Церковь Георгия Победоносца (1860) и Церковь Илии Пророка (1872).